# Formatie (vegetatiekunde)
Met een formatie (Latijn: formatio) bedoelt men in de vegetatiekunde een eenheid die overwegend fysiognomisch dan wel symmorfologisch is gekarakteriseerd. Bij het onderscheid in formaties kijkt men naar de groeivormen van de dominante soorten, de vegetatiestructuur en het vegetatieaspect. Soms speelt ook het substraat een rol, bijvoorbeeld zoet water, moeras of land. Bij het onderscheiden van formaties speelt de floristische samenstelling van de vegetatie geen rol. 
Bij de indeling van plantengemeenschappen worden syntaxa van de hoogste rang, de klassen, weer gegroepeerd in formaties. Bijvoorbeeld: bij de moerassen worden de klasse van bronbeekgemeenschappen (Montio-Cardaminetea), de riet-klasse (Phragmitetea) en de klasse van kleine zeggen (Parvocaricetea) ondergebracht.

## Indeling
Verscheidene botanici hebben hoofdindelingen van formaties opgesteld, maar er bestaat geen internationaal gehanteerde, formele indeling. In veel indelingen wordt gebruikgemaakt van zogenaamde hoofdformaties (bijvoorbeeld bos) en subformaties (bijvoorbeeld naaldbos).
In de onderstaande lijst staan enkele, bekende (hoofd)formaties waarin vegetatie op Aarde kan voorkomen.
| - Open water, moerassen en natte heiden - Brak- en zout water - Zoet water - Moerassen - Hoogvenen en natte heiden - Graslanden, zomen en droge heiden - Open tot min of meer gesloten graslanden - Voedselarme, gesloten graslanden - Matig voedselrijke graslanden - Zomen - Droge heide - Kust en binnenlandse pioniersmilieus - Slik en wad - Vloedmerk - Schor en kwelder - Zeereep - Pioniersmilieus en ruderale ruigten - Ruigten, struwelen en bossen - Ruigten en zomen - Struwelen - Natte bossen - Droge bossen |

## Herkomst
De term 'formatie' werd voor het eerst gebruikt in 1838 door Duits botanicus August Grisebach.

## Plantensociologische nomenclatuurregels
Aan de wetenschappelijke naam van een syntaxon moet min of meer af te leiden zijn in welke formatie het zich manifesteert. Zo worden bijvoorbeeld dwergstruwelen in het tweede segment van hun wetenschappelijke naam vernoemd naar een belangrijke diagnostische dwergstruik voor het desbetreffende syntaxon. Een voorbeeld hiervan is het Polypodio-Empetretum. Aan -Empetretum (afgeleid van Empetrum nigrum) valt af te leiden dat deze dwergstruik leidend is bij het bepalen van de vegetatiestructuur en daarmee de formatie.